# Svoboda nad Úpou
Svoboda nad Úpou település Csehországban, Trutnovi járásban. Svoboda nad Úpou Pec pod Sněžkou, Janské Lázně, Horní Maršov és Mladé Buky településekkel határos. Lakosainak száma 2009 fő (2024. január 1.).

## Népesség
A település lakosságának változását az alábbi diagram mutatja:
| Lakosok száma | 2223 | 3290 | 2759 | 2009 | 2499 | 2259 | 2100 | 2062 | 1937 | 2009 |
|               | 1869 | 1890 | 1921 | 1950 | 1980 | 2001 | 2017 | 2019 | 2022 | 2024 |